# Muntanyes de Prades

Localització de les Muntanyes de Prades.

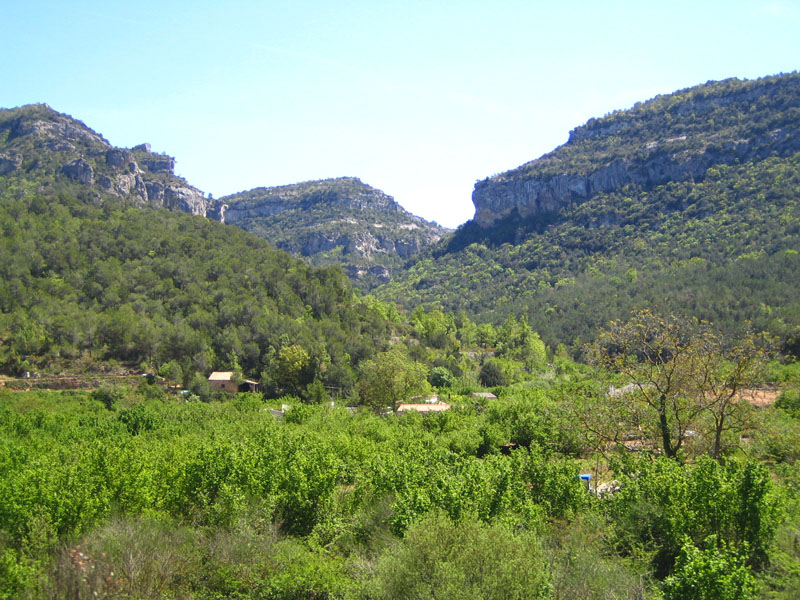
Paratge de les muntanyes de Prades, al terme de Capafonts

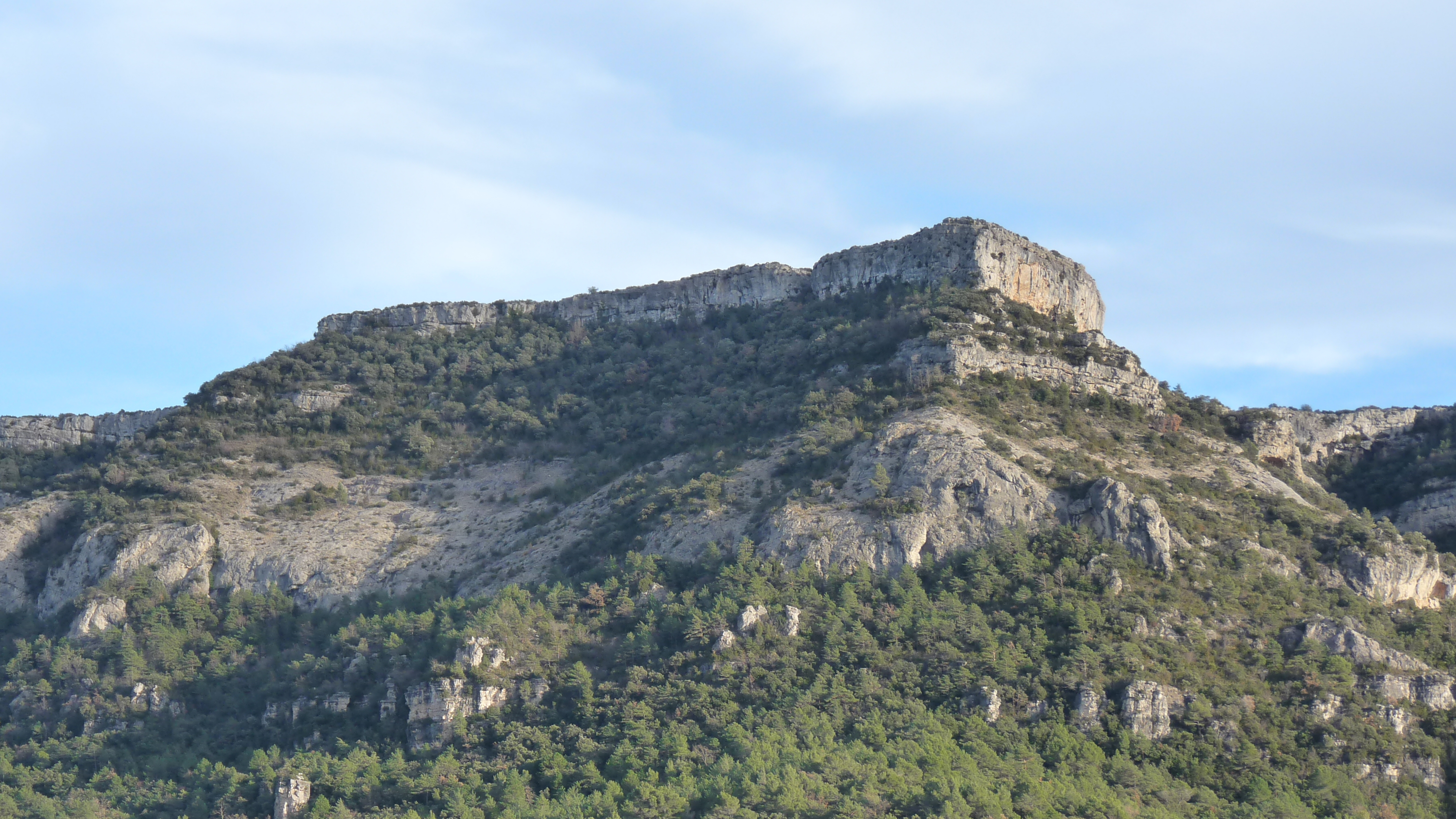
Pena-roja

Les Muntanyes de Prades són un conjunt de serres de la Serralada Prelitoral que ocupen una extensió de 30 726,39 Ha (307,26 km²), és a dir, aproximadament la mateixa extensió que el Pla d'Urgell. Estan formades predominantment per calcàries i dolomies, amb gran presència de pissarres i conglomerats.
Hi neixen els rius Francolí, Brugent, Glorieta, Siurana i Prades.

## Situació
El massís es troba entre les comarques de l'Alt Camp, el Baix Camp, la Conca de Barberà, les Garrigues i el Priorat, als termes municipals de l'Albiol, Alcover, l'Aleixar, Alforja, l'Arbolí, Almoster, Capafonts, Cornudella de Montsant, l'Espluga de Francolí, la Febró, Montblanc, Mont-ral, la Pobla de Cérvoles, Prades, la Riba, la Selva del Camp, Ulldemolins, Vallclara, Vilaplana, Vilanova de Prades, Vilaverd, el Vilosell i Vimbodí i Poblet.

## Orografia
Els cims més alts i els accidents geogràfics més importants són: 
- Tossal de la Baltasana o tossal de la Torre (1.202 m).[2]
- Punta de les Catalanes (1.156 m).
- Mola del Guerxet (1.122 m).
- Mola d'Estat (1.120 m).[3]
- Serra de la Gritella (1.089 m).[4]
- Mola de la Roquerola (1.058 m).[5]
- Serra de la Mussara (1.055 m).[6]
- Coll de la Creu de l'Ardit (1.011 m).[7]
- Picorandan (990 m).[8]
- El Mollo o el Mirador (915 m).[9]
- Siuranella (755 m).[10]
- Puig de Marc, contrafort (721 m).[11]

## Vegetació
Les Muntanyes de Prades han estat sotmeses a una intensa explotació que n'ha causat el deteriorament progressiu. Malgrat això, s'hi conserven encara algunes peculiaritats; entre les botàniques, les més importants són la presència, única a Catalunya, de colònies de roure reboll (Quercus pyrenaica), a 900 metres sobre terreny silici, i la supervivència del frondós bosc centenari de Poblet.
La vegetació predominant és l'alzinar amb marfull per sota de 750 metres. També s'hi troba alzinar muntanyenc i carrascar.
A les zones obagues creix el roure martinenc.
Als altiplans calcaris creix el roure valencià, el pi roig i la pinassa.
També a terres baixes es troba el pi blanc i el pi pinyer introduïts per l'home.
A les obagues de zones altes creixen teixedes amb abundància de grèvol.
També es troben castanyers introduïts per l'home.

## Fauna
Hi destaca la gran diversitat, amb la presència d'espècies típicament eurosiberianes i altres d'estrictament mediterrànies; així, hi podem trobar l'àliga daurada (Aquila crhysaetos) i l'àliga cuabarrada (Hieraetus fasciatus), així com les poblacions nidificants més meridionals de botxí (Lanius excubitor) o el pica-soques blau (Sitta europaea) i la merla d'aigua (Cinclus cinclus). Pel que fa als mamífers, destaquen el turó (Mustela putorius) i el cabirol (Capreolus capreolus).

## Protecció
Les Muntanyes de Prades estan incloses dins el Pla d'Espais d'Interès Natural de Catalunya, i existeix el projecte de declarar un Parc Natural. A més a més, allotgen el Paratge Natural d'Interès Nacional de la Vall del Monestir de Poblet.

## Cultura
Les principals atraccions culturals en són el monestir de Poblet i les viles medievals de Siurana, Prades i Montblanc. Aquí també es troba el Conjunt d'art Rupestre de les Muntanyes de Prades, que forma part de les pintures rupestres de l'arc mediterrani de la península Ibèrica (patrimoni de la humanitat de la UNESCO), que es pot explorar a partir del Centre d'Interpretació de l'Art Rupestre de les Muntanyes de Prades (CIAR) a Montblanc.